# Eva Marie Veigel
Eva Marie Veigel (Vienna, 29 febbraio 1724 – Londra, 16 ottobre 1822) è stata una ballerina austriaca naturalizzata inglese.

## Biografia
Poco è noto nell'infanzia della Veigel, neppure chi fossero i genitori. Secondi alcuni il padre potrebbe essere stato un uomo d'affari viennese di nome John Veigel, ma dato che la ballerina vantò sempre origini aristocratiche il possibile padre potrebbe essere stato Guido von Starhemberg o Richard Boyle, III conte di Burlington. Effettivamente quando la Veigel si sposò Boyle le diede in dono come dote seimila sterlina e pare che l'avesse anche riconosciuta come figlia naturale. Si vece notare già da adolescente per il suo talento nella danza e bellezza, che la resero nota anche in circoli aristocratici. Pare che il suo nome d'arte, Eva Marie Violette o Violetti le fosse stato dato da Maria Teresa d'Austria (il suo cognome, Veigel, deriva dal alto-tedesco medio viol, che significa appunto "violetta"). Nel 1746 si trasferì a Londra per motivi ignoti, anche se per alcuni la ballerina fu mandata via dell'imperatrice dopo essersi accorta che il marito Francesco I di Lorena si era invaghito della giovane.
Il 22 giugno 1749 si sposò con il celebre attore David Garrick e dato che i due erano di religioni diverse (la Veigel era cattolica, Garrick protestante) gli sposi ebbero due diverse cerimonie. Il loro matrimonio fu descritto dai contemporanei come felice, anche se i due non ebbero mai figli. Dopo il matrimonio la Veigel abbandonò la danza e nel 1754 si trasferì nel sontuoso palazzo del marito, Garrick's Villa ad Hampton. Dopo la morte del marito nel 1779, la Veigel si trasferì in centro città e passò gli ultimi anni della sua vita in un appartamento sopra il Teatro Adelphi.
Morì a Londra all'età di novantotto anni e fu sepolta al Poets' Corner dell'Abbazia di Westminster accanto al marito.